# Сицилијанско вечерње (опера)
Сицилијанско вечерње (итал. I vespri siciliani, фр. Les vêpres siciliennes) опера је у пет чинова Ђузепеа Вердија. Опера је написана и премијерно изведена на француском језику, а касније је композитор прерадио на италијански (неретко се изводи под насловом „Giovanna da Guzman”). Често се код нас може срести опера под називом „Сицилијанске вечери”, што није тачан превод јер се i vespri, односно les vêpres, односи на вечерњу службу и побуну којима се завршава опера. Ово је најдужа Вердијева опера после прве, француске верзије „Дон Карлоса”.

## Либрето
Ежен Скриб (Eugène Scribe) и Шарл Диверије (Charles Duveyrier)

## Праизведба
13. јун 1855, Париз у Opéra.

## Ликови и улоге
Ликови су дати и према италијанској и према француској верзији
Монфорте / Монфор (Montforte/Montfort), гувернер Сицилије под Шарлом Анжујским, краљем Напуља - баритон

Лорд од Бетуна (Sire di Betune/Le Sire de Béthune), француски официр - бас

Војвода Водемонте/Водмон (Conte Vodemonte/Le Comte Vaudemonte), француски официр - бас

Ариго / Анри (Arrigo/Henri), млади Сицилијанац - тенор

Ђовани / Жан Просида (Giovanni/Jean Procida), сицилијански доктор - бас

Војвоткиња Елена / Елен (Duchessa Elena/La Duchesse Hélène), сестра грофа Федерига од Аустрије - сопран

Нинета (Ninetta), њена пратиља - алт

Данијели и Манфредо / Менфор (Danielli/Daniéli – Manfredo/Mainford), два сицилијанца - 2 тенора

Тебалдо / Тибо (Tebaldo/Thibault), француски војник - тенор

Роберто / Робер (Roberto/Robert), француски војник - бас
Сицилијанци, француски војници (хор)

## Место и време
Палермо и околина 1282. г., када је Сицилија била под француском окупацијом.

### I чин
Пијаца у Палерму. Сицилија је под француском окупацијом и гувернер Монфорте влада челичном руком. Потлачени народ се нада да ће војвоткиња Елена, чијег су брата убили французи, помоћи земљи. Када она изађе из цркве, француски војници је терају да пева песму и она одабира стару сицилијанску песму о слободи. 

Монфорте долази и сви га преклињу да их пусти да слободно живе, сви осим младог Арига који је ухваћен у бици, а сада ненадано пуштен. Он и војвоткиња су тајно заљубљени једно у друго. Он оптужује Монфортеа. Гувернер, изненађен и задивљен, покушава да задобије његово поверење, али Ариго поносно одбацује предлог.

### II чин
Долина недалеко од Палерма. Лекар, Прочида, се враћа кући након дугог прогонства. Намерава да заједно са Еленом и Аригом поведе народ у борбу за слободу. Ариго обећава Елени да ће осветити њеног брата. Неочекивано, Арига позивају у Монфортеову палату. Он одбија да пође и бива на силу одведен. Ово је повод који је Прочида чекао да позове народ на побуну. Када французи покушају да отму младе на сицилијанском венчању, бес народа експлодира. У јеку свега, завереници одлучују да уђу у палату прерушени и убију Монфортеа.

### III чин
- Сцена I

Монфортеова радна соба. Монфорте је сазнао да је Ариго његов син; пред смрт, његова жена која је умрла након кратког брака му је открила постојање детета у једном писму. Монфорте саопштава ово Аригу, али он не осећа никакву љубав према тиранину сицилијанаца.
- Сцена II

Балска дворана у Монфортеовој палати. Монфорте одржава велики бал. Елена и Прочида планирају убиство гувернера, али Ариго, ухваћен у мрежу опречних емоција, упозорава оца. Узалуд. Монфорте се смеје опасности и остаје на балу. Када Елена покуша да га убије, Ариго се баца пред њега и спашава оца. Сицилијанци су надјачани. Елена и Прочида, не знајући са каквом се дилемом Ариго суочава, проклињу га као издајника.

### IV чин
Двориште државног затвора. Ариго објашњава свој поступак Елени и она му опрашта. Завереници су осуђени на смрт, а Ариго је одлучан да умре са њима ако их његов отац не помилује. Монфорте то условљава тиме да га Ариго мора признати јавно за оца и Ариго, из љубави према Елени, пристаје. Затвореници су ослобођени и Монфорте, желећи да помири французе и сицилијанце, планира венчање Арига и Елене. Прочида ово види као прилику да заврши своју мисију.

### V чин
Двориште Монфортеове палате. Ариго и Елена су уверени да ће њихов брак помирити разлике у Палерму. Али Прочида саопштава Елени план: на звона која позивају на вечерњу службу, и на венчање, Сицилијанци ће на препад напасти Французе. Елена не успева да му промени мишљење. На крају, да би спречила напад, одбија да крене у цркву. Ариго је оптужује да је неверна и Монфорте наређује да венчање отпочне. Звона зазвоне и Сицилијанци нападају Монфортеа и Французе.